# Охор-Шибирь
Охо́р-Шиби́рь (бур. Охор Шэбэр — короткая, невысокая чаща) — улус в Тункинском районе Бурятии. Входит в сельское поселение «Жемчуг».

## География
Улус находится в 19 км восточнее села Кырен, в двух километрах к западу от центра сельского поселения, села Жемчуг, по южной стороне Тункинского тракта.

## Население
| 2002 | 2005 | 2010 |
| ---- | ---- | ---- |
| 630  | ↘588 | ↘547 |

## Инфраструктура
Основная общеобразовательная школа, детский сад, фельдшерско-акушерский пункт.